# Viola arvensis
Viola arvensis Murray è una specie appartenente alla famiglia Violaceae, comunemente nota come viola dei campi. 

## Descrizione
Il suo areale originario comprende l'Europa, l'Asia occidentale e il Nord Africa; è oggi presente come specie alloctona anche in altri continenti. Cresce in campi coltivati e incolti.
Studi effettuati su V. arvensis hanno evidenziato come contenga ciclotidi, una classe di peptidi presenti nelle piante. In particolare il peptide cicloviolacina O2 ha dimostrato attraverso degli esperimenti e studi, di possedere delle qualità citotossiche contro le cellule tumorali umane ed è quindi considerato come un potenziale sostanza guarente.
È una pianta annuale con foglie seghettate, con fiori dai petali bianchi (anche se in realtà ci sono fiori con una sfumatura viola nella parte superiore), tranne il petalo inferiore e le capsule deiscenti. Si riproduce attraverso i seme. Cresce ad un'altezza di circa 20 centimetri.